# Kalafati
Kalafati (serbisch-kyrillisch Калафати) ist ein Dorf in Serbien in der Opština Priboj mit 255 Einwohnern laut Zensus 2011. Es bildet eine eigene Mjesna zajednica. Seine Bewohner sehen sich fast ausschließlich als Bosniaken. Kalafati ist am Lim gelegen, es grenzt an die Staumauer des Potpeć-Reservoirs, auf der eine Straße ins benachbarte Pribojska Banja führt. Dort befindet sich der nächstgelegene Bahnhof an der Bahnstrecke Belgrad–Bar.